# Зниклий хлопчик
«Зниклий хлопчик»  (англ. Boy Erased, дослівно: «Стертий хлопчик») — американський біографічний та драматичний фільм режисера і сценариста Джоела Еджертона на основі однойменної автобіографії Гаррард Конлі. В головних ролях: Лукас Геджес, Ніколь Кідман та Рассел Кроу.

## Сюжет
Історія Джареда (Лукас Геджес), сина баптистського пастора з маленького американського містечка, чиї батьки (Ніколь Кідман та Рассел Кроу), дізнавшись про гомосексуальність сина, відправляють його в табір конверсійної терапії.

## В ролях
- Лукас Геджес — Джаред (прототип — Гаррард Конлі)
- Ніколь Кідман — Ненсі (прототип — Марта Конлі)
- Расселл Кроу — Маршалл (прототип — Хершел Конлі)
- Джоел Еджертон — Віктор Сайкс (прототип — Джон Смід)
- Джо Алвін — Генрі
- Ксав'є Долан — Джон
- Трой Сіван — Гері
- Бріттон Сір — Камерон
- Теодор Пеллерін — Ксав'є
- Черрі Джонс — Доктор Малдун
- Флі — Брендон
- Медлін Клайн — Хлоя
- Емілі Хінклер — Лі
- Джессі ЛаТоретт — Сара
- Девід Джозеф Крейг — Майкл
- Мет Бурк — Саймон
- Девід Дітмор — Філліп

## Виробництво

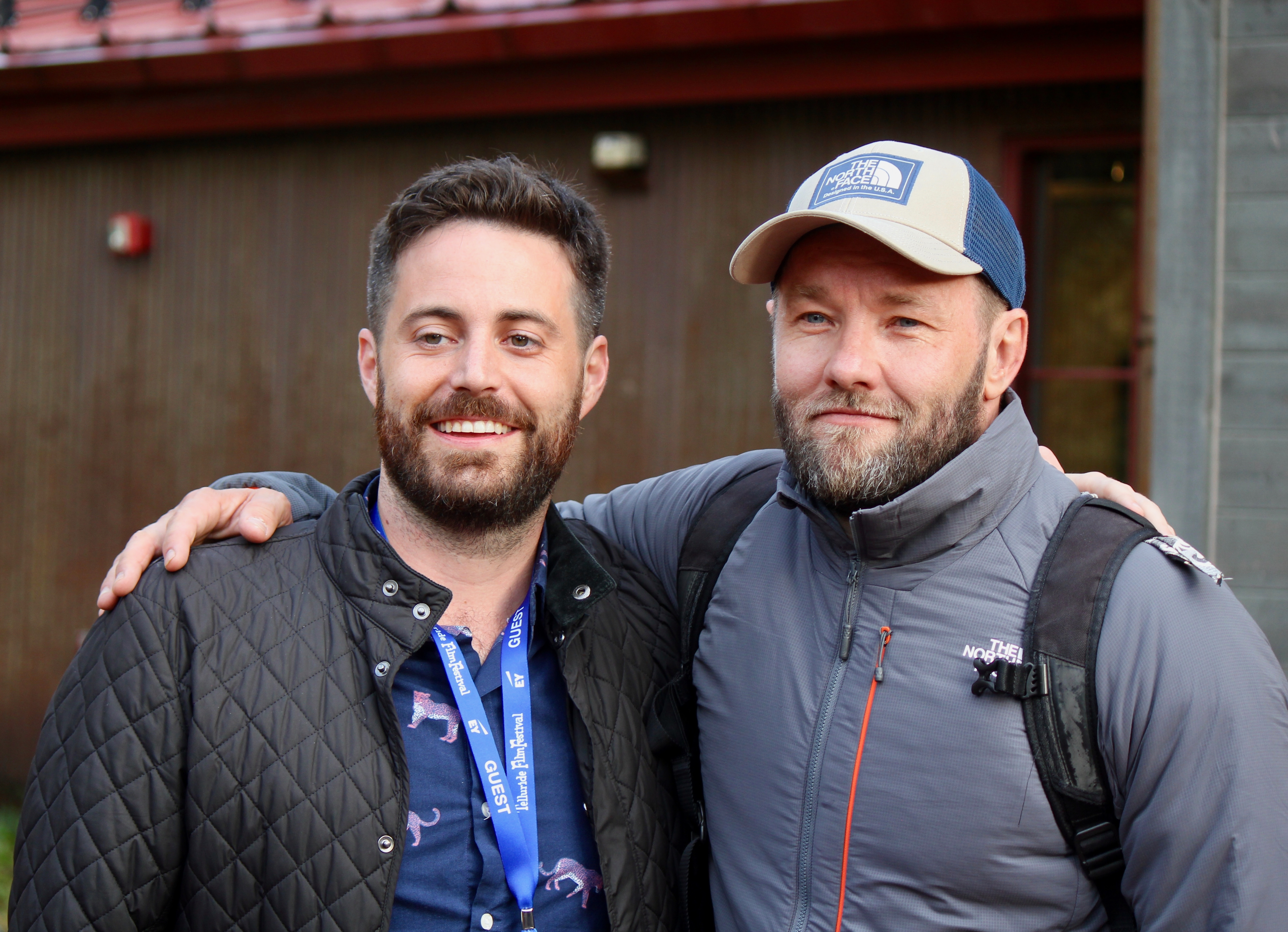
Гаррард Конлі і Джоел Еджертон на кінофестивалі Теллурайд.

8 червня 2017 року було оголошено, що компанії Netflix, Annapurna Pictures, Focus Features і Amazon Studios борються за дистриб'юторські права на фільм з Лукасом Геджесом, Джоелем Еджертоном, Ніколь Кідман і Расселом Кроу в головних ролях, з Еджертоном в ролі режисера і за його ж сценарієм, на основі автобіографії Гаррарда Конлі, «Boy Erased: A Memoir». 21 червня 2017 року було оголошено, що основна боротьба за фільм, розгорнулася між Netflix і Focus Features, права виграла остання компанія.
У серпні 2017 року, більшість акторського складу була оголошена. У вересні 2017, Джо Алвін і Мадлен Клейн приєдналися до акторського складу також, а основні знімання фільму почалися 8 вересня 2017 року в Атланті, штат Джорджія. Також деякі сцени перезнімалися вже у квітні 2018 року.

## Прем'єра
Світова прем'єра фільму відбулася на кінофестивалі Теллурайд, 1 вересня 2018. Також стрічка демонструвалася на Міжнародному кінофестивалі у Торонто, уперше для преси та індустрії 8 вересня 2018 року, а потім 11 вересня, 12 та 15. Реліз фільму був запланований на 28 вересня, 2018,, але був відкладений до 2 листопада, 2018.

## Музика
The Good Side — Трой Сіван
Revelation — Трой Сіван

## Нагороди
6 перемог, 27 номінацій. Повний список на сайті IMDb [Архівовано 11 лютого 2021 у Wayback Machine.].

### 2019:Золотий глобус
Номінація: Краще виконання актором у фільмі — драма — Лукас Геджес
Краща оригінальна пісня — кінофільм — Джон Тор Біргіссон, Трой Сіван, Бретт Маклафлін (за пісню «Revelation»)

### 2019:Інтернаціональна премія ААСТА
Перемога: Краща акторка другого плану — Ніколь Кідман
Номінція: Кращий актор другого плану — Джоел Еджертон

### 2018:Премія Австралійської академії кінематографа і телебачення
Перемога: Краща акторка другого плану — Ніколь Кідман
Кращий адаптований сценарій — Джоел Еджертон
Номінація: Кращий фільм — Керрі Коханскі-Робертс, Стів Голін, Джоел Еджертон
Кращий головний актор — Лукас Геджес
Кращий актор другого плану — Рассел Кроу
Кращий актор другого плану — Джоел Еджертон
Краща режисерська робота — Джоел Еджертон

### 2019:Кінопремія «Вибір критиків»
Номінація: Краща акторка другого плану — Ніколь Кідман

### 2018:Camerimage
Номінація: Кращий режисерський дебют — Джоел Еджертон